# Модла-Ксенжа
Модла-Ксенжа (пол. Modła Księża) — село в Польщі, у гміні Старе Място Конінського повіту Великопольського воєводства.
У 1975-1998 роках село належало до Конінського воєводства.